# Danomyia aethiops
Danomyia aethiops là một loài ruồi trong họ Asilidae. Danomyia aethiops được Londt miêu tả năm 1993. Loài này phân bố ở vùng nhiệt đới châu Phi.